# لارس بيتر هانسن
لارس بيتر هانسن (بالإنجليزية: Lars Peter Hansen)‏ (26 أكتوبر 1952) اقتصادي أمريكي بارز وأستاذ في جامعة شيكاغو. تركّز أغلب عمله على الربط بين القطاعات الفعلية والمالية للاقتصاد. حصل على جائزة نوبل في الاقتصاد عام 2013 مع روبرت شيلر ويوجين فاما.
وهو معروف بنظريته الرياضية عن الطريقة العامة للعزم generalized method of moments. يطور بحثه التعاوني الحالي ويطبق طرقًا لتسعير التعرض لصدمات الاقتصاد الكلي على مدى آفاق الاستثمار البديلة؛ كما يبحث في الآثار المترتبة على التسعير المترتّب على عدم اليقين على المدى الطويل.

## روابط خارجية
- لارس بيتر هانسن على موقع الموسوعة البريطانية (الإنجليزية)
- لارس بيتر هانسن على موقع مونزينجر (الألمانية)